# Putney, New South Wales
Putney este o suburbie în Sydney, Australia.